# Phyllophaga prununculina
Phyllophaga prununculina är en skalbaggsart som beskrevs av Hermann Burmeister 1855. Phyllophaga prununculina ingår i släktet Phyllophaga och familjen Melolonthidae. Inga underarter finns listade i Catalogue of Life.